# アマルフィ (小説)
『アマルフィ』（Amalfi）は、真保裕一による日本の小説。題名はイタリアのユネスコ世界遺産・アマルフィ海岸のある町アマルフィより。「外交官シリーズ」の第1作。

## 概要

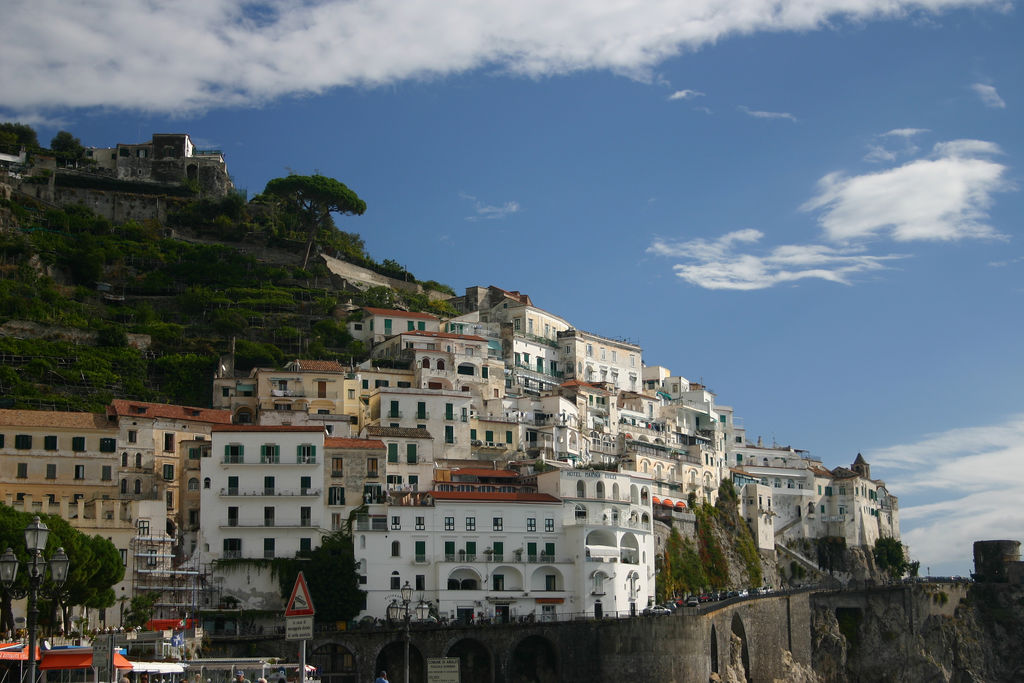
アマルフィ

真保がプロット作りに参加した2009年のフジテレビ開局50周年記念映画『アマルフィ 女神の報酬』の最初のプロットを基にした作品。
イタリアを舞台として、日本人少女の誘拐に端を発した事件に、日本の外交官・黒田康作が立ち向かう。外務省や大使館の組織内部や官僚批判も鋭く描かれ、キリスト教やイスラム教の宗教観や国際情勢を含んだ、社会問題を絡めたスケールの大きな物語が展開する。また、イタリアならではのバチカン専用列車やユーロスターも登場する。
映画と同じ物語ではなく最初のプロットで執筆したのは、本人いわく「最初のアイデアが気に入っていたので諦めがたかった」とのこと。そのため、映画とは登場人物の設定や物語の展開が大きく異なる。
映画の脚本については、スタッフがロケハンをしてきた資料をもとに話の整合性を整えていくのが真保の役割だったため「一人で書き上げたわけではない」「小説家仲間にこれが自分の脚本だとは思われたくない」との理由で「脚本」という肩書を辞退し、「原作」とのみクレジットされている。最終的に脚本を仕上げたはずのフジテレビの西谷弘監督もなぜか辞退したため、「脚本」のクレジットなしで公開され、物議をかもした。
講談社文庫版で「外交官シリーズ」のシリーズタイトルが付された。

## あらすじ
クリスマスが間近に迫ったイタリア・ローマで、1人の日本人少女が誘拐される。
邦人保護担当特別領事として外務省職員の黒田は協力を申し出る。黒田とは逆になるべく関わらずに済ませたい腰の重い日本大使館の職員。娘の危機に動転する母・紗江子。身代金の受け渡しの場所に犯人が指定してきたのは、ローマから遠く離れたアマルフィ。だが、金の受け渡しは失敗に終わり、少女は戻らない。
紗江子が掴んだ情報を元に、黒田は独自に調査を進めていく。そして、犯人の真の狙いが判明していく。

## 登場人物
黒田 康作（くろだ こうさく）
外務省邦人担当特別領事（外交官）。39歳。
父親の仕事の都合でかつてミラノに住んでいたことがあり、イタリア語に堪能。英語圏に暮らしていたこともあり、父の趣味であるライフル競技で世界を飛び回っていたこともある。
入省直後、スペイン語の研修で中米の某国を訪れた際、大使の不正の事実を突き止め本省に報告したが、事実はもみ消され、大使は続投、黒田が帰国させられた。その後、経歴に目を付けられ、片岡が設立しようとしていた邦人テロ対策室のスペシャリストとして養成され、世界各地の大使館へ特別領事として送り込まれては、不正の芽を摘んできた。
矢上 紗江子（やがみ さえこ）
34歳。神奈川県出身、目黒区在住。シングルマザー。英国系の大手銀行、コックス銀行東京支店に務めている。夫との思い出の地アマルフィの海をまどかに見せたくて、イタリアへ旅行に来た。
矢上 まどか（やがみ まどか）
紗江子の娘。9歳。
ブルー・アース
環境団体。「青い地球を守ろう」という理念の下、世界各地で紛争の種と赤い血を撒き散らしている。
中島 秀一（なかじま しゅういち）
“田中宏昌”名義のパスポートで入国し、サミット妨害を企んでいた。
竹下（たけした）
在ギリシャ日本大使館邦人保護担当領事。
片岡 博嗣（かたおか ひろつぐ）
外務省事務次官。黒田の実力を認めているが、自分に迷惑が及ぶようならばすぐに切り捨てる冷徹さを持つ。
安達 香苗（あだち かなえ）
外交官補。大使館内では一番若く、雑用を押し付けられることも多いが、仕事に対して熱意は持っている。
ロレンツォ
イタリア人の公用車運転手。50代。
武藤 暁彦（むとう あきひこ）
在イタリア日本大使館総務責任者。34歳。東大出身のキャリア一等書記官。
今村 直也（いまむら なおや）
在イタリア日本大使館警備担当者。42歳。警察からの出向組。埼玉県警の警備畑を歩いてきた。英語しか話せない。
菊原 和夫（きくはら かずお）
在イタリア日本大使。身長が160cmなく、そのせいもあって存在感がない。本省時代は片岡と出世争いをした。
西野 利明（にしの としあき）
在イタリア日本大使館参事官。56歳。ノンキャリアながら、学生時代のイタリア留学経験を活かして、その道のスペシャリストとして歩いてきた。中肉中背で取り柄のない丸顔。目立たないことでは大使に引けを取らない。本来の大使館のナンバー2は公使だが、実質的には西野が務めている。
田宮 一正（たみや かずまさ）
在イタリア日本大使館公使。長期休暇を年内一杯取っており、日本に帰国中。
川越 亘（かわごえ わたる）
外務大臣。イタリア大使館で参事官を務めた後、政界に進出し、わずか3期目で外務大臣に任命された。
参事官時代に取りまとめに奔走した、テヴェレ川上流域の日伊共同開発事業の調印式に出席するためにイタリアへ赴く。
“ルーク”
本名はイアン・ルージン。妻・ライザと生まれてくるはずだった子どもを“ある件”で亡くしている。計画に5年を費やした。
“ビショップ”
生真面目で誠実すぎるきらいがある。どんな些細なミスも許そうとしない。“ルーク”の上役のような立場。
谷本 幹靖（たにもと みきやす）
26歳。安達が来るまでは最年少で、地元スタッフからは「坊っちゃん」と呼ばれていた。年下の安達が入ったことで仕事を押し付けるようになる。
ジャン・カンビオ
イタリア国家警察警備局警視。
堺（さかい）
在イタリア日本大使館広報文化部（日本の文化をイタリアにアピールする仕事）。
ジョバンニ・バルトリーニ
イタリア国家警察警部。
羽場 良美（はば よしみ）
イタリア日本大使館ローカル・スタッフ。
矢上 道子（やがみ みちこ）
紗江子の母親。
光永 鞠子（みつなが まりこ）
ミネルヴァ・セキュリティー資材部アシスタント。日本からの出向スタッフ。会社の規則上表立って協力は出来ないが、紗江子に社員名簿を送る。
ニック・アンジェリス
ミネルヴァ・セキュリティー社員。まどかの誘拐の5日前に、紗江子の宿泊するホテルの監視カメラの保守点検を担当した。
カルロ・オルシーニ
マルセル・シモンの名を騙ってミネルヴァ・セキュリティーにアルバイトとして潜入していた男。主にホテルの警備を担当していた。ニックの点検作業を食い入るように眺めていたらしい。
マルセル・シモン
葡萄の作付けが悪く生活に困り、金と引き換えに、身分をカルロに貸した。
アンソニー・ハーディング
コックス銀行ロンドン本店、EU統括部長。まどかの身代金を用意する際、出張のついでだからとわざわざローマ支店まで来た。
マルティーニ
イタリア外相。調印式に出席予定。
ジルヴァーゾ
ミネルヴァ・セキュリティー社員。コンピューター・ルーム室長
ニコライ・アントノフ
ロシア外相。熱心なカトリック信者。川越との会談を急遽キャンセルする。

## 映画版との相違点
本作は映画版の初期プロットを元にしているため、映画版と設定や展開が大幅に違う。
- 主人公の黒田康作の肩書は、映画では駐イタリア日本大使館一等書記官である。
- 矢上紗江子の職業は、映画では元看護師である。
- バルトリーニの肩書は、映画では地方警察であるローマ市警の警部であるが、アマルフィの捜査も担当する。
- 映画では光永鞠子、紗江子の上司のアンソニー・ハーディング、イアン・ルージンと彼にまつわる話などは登場しない。
- 映画では紗江子の娘が目に障害を持っている。
- 映画では武藤暁彦、今村直也、田宮一正公使やイタリア人運転手のロレンツォは登場しない。
- 映画では紗江子の知人にロンドンに勤務する商社マン藤井昌樹が登場する。
- 映画では黒田と旧知の間柄のフリーライター佐伯章悟が登場し、黒田に事件に関連する情報をいろいろ提供する。
- 本作の冒頭のギリシャでの話は、映画では登場しない。
- 娘を誘拐した場所が本作ではホテルであるが、映画では美術館である。
- 警備会社で警備システムを乗っ取るのは、本作では警備会社契約社員の光永鞠子だが、映画では矢上紗江子。
- 外務大臣川越亘は、本作では日伊共同開発事業の調印式でイタリアに訪問するが、映画ではクリスマスだがローマで開かれるG8外務大臣会合へ出席するため。また、日本大使館で軍事政権が実質支配するバルカニア共和国（ストーリー上でのみ存在する、実在しない国）への政府資金援助のための会見を開く。
- アマルフィへ向かう移動手段が、本作ではユーロスターだが、映画ではレンタカー。
- 本作でコンサートで歌う歌手が、映画ではサラ・ブライトマンになっている。
- 事件の目的が、本作ではチェチェン虐殺を指揮したロシア外相の暗殺であるが、映画で狙われるのは、虐殺をしたバルカニア共和国の軍事政権ではなく、そこに資金援助をした川越亘である。
- 本作で描かれるバチカン専用列車での銃撃戦が、映画では日本大使館の占拠である。
- 本作で描かれるチェチェン紛争の話は、映画では架空の国での軍事政権の虐殺になっている。
- 本作で“ルーク”と“ビショップ”の実行する犯行計画名「アマルフィ」が、映画では登場せず、映画での犯行計画名にアマルフィの名は付いていない。
- 映画で登場する藤井昌樹は愛する妻の復讐のために犯行を決起するが、なぜか紗江子に好意を寄せ、同行する黒田に嫉妬する。
- 映画では黒田と紗江子が同じホテルの部屋に泊まる。
- 映画では事件解決後に黒田と紗江子がアマルフィ海岸に行き、紗江子が黒田の連絡先を聞こうとして断られるシーンがある。
- 映画では事件解決後に黒田は空港でバルトリーニに見送られ、その際、唐突に「うちで働かないか」と誘われるが断るシーンがある。

## 書誌情報
- 真保裕一『アマルフィ』 （上製本、扶桑社、2009年4月30日発行） ISBN 978-4-59-405938-5
- 真保裕一『アマルフィ』 （新書版、講談社ノベルス、2010年11月3日発売） ISBN 978-4-06-182751-6
- 真保裕一『アマルフィ 外交官シリーズ』 （講談社文庫、2013年1月16日発売）ISBN 978-4-06-277449-9